# Raimo O. Toivonen
Raimo Olavi Toivonen, född 1953 i Kankaanpää, Finland, är en utvecklare inom finsk talanalys, talsyntes, talteknologi, psykoakustik och digital signalbehandling.

## Utbildning
Toivonen studerade vid Tammerfors tekniska högskola, där han blev diplomingenjör 1979.

## Utvecklingen av talsyntes
Utvecklingen av talsyntes började 1975 vid Tammerfors tekniska högskola och fortsatte där från 1975 till 1976. Han fortsatte utvecklingsarbetet vid det statliga forskningsföretaget Teknologian tutkimuskeskus VTT, där han började i januari 1977. Därefter överfördes utvecklingsarbetet till Tammerfors tekniska högskola elektronikavdelning 1978. Utvecklingsarbetet fortsatte där fram till 1981.

## Den första presentationen avIntelligent Speech Analyser (ISA)
Den första presentationen av  Intelligent Speech Analyser (ISA)  utvecklad av Toivonen ägde rum i januari 1987 vid Finlands fonetiska möte vid Jyväskylä universitet. Utvecklingsarbetet startade 1985 och har fortsatt sedan dess.

## Publikationer som använderIntelligent Speech Analyser (ISA)
I 103 avhandlingar (thesis), varav 28 är doktorsavhandlingar, har talat språk studerats med hjälp av ISA utvecklat av Toivonen. Det finns totalt nästan 470 publikationer. Med hjälp av ISA har 17 talade språk forskats akademiskt och skrivits artiklar med 15 språk. Dessa 17 talade språk är finska, finländska dialekter, finsk-ugriska, finlandssvenska, svenska, estniska, isländska, ungerska, polska, tjeckiska, tyska i olika europeiska länder, ryska, engelska språk i olika länder, franska, grekiska i Aten, Kreta och Cypern, portugisiska, spanska i Spanien, Sydamerika och Nordafrika.

## Galleri

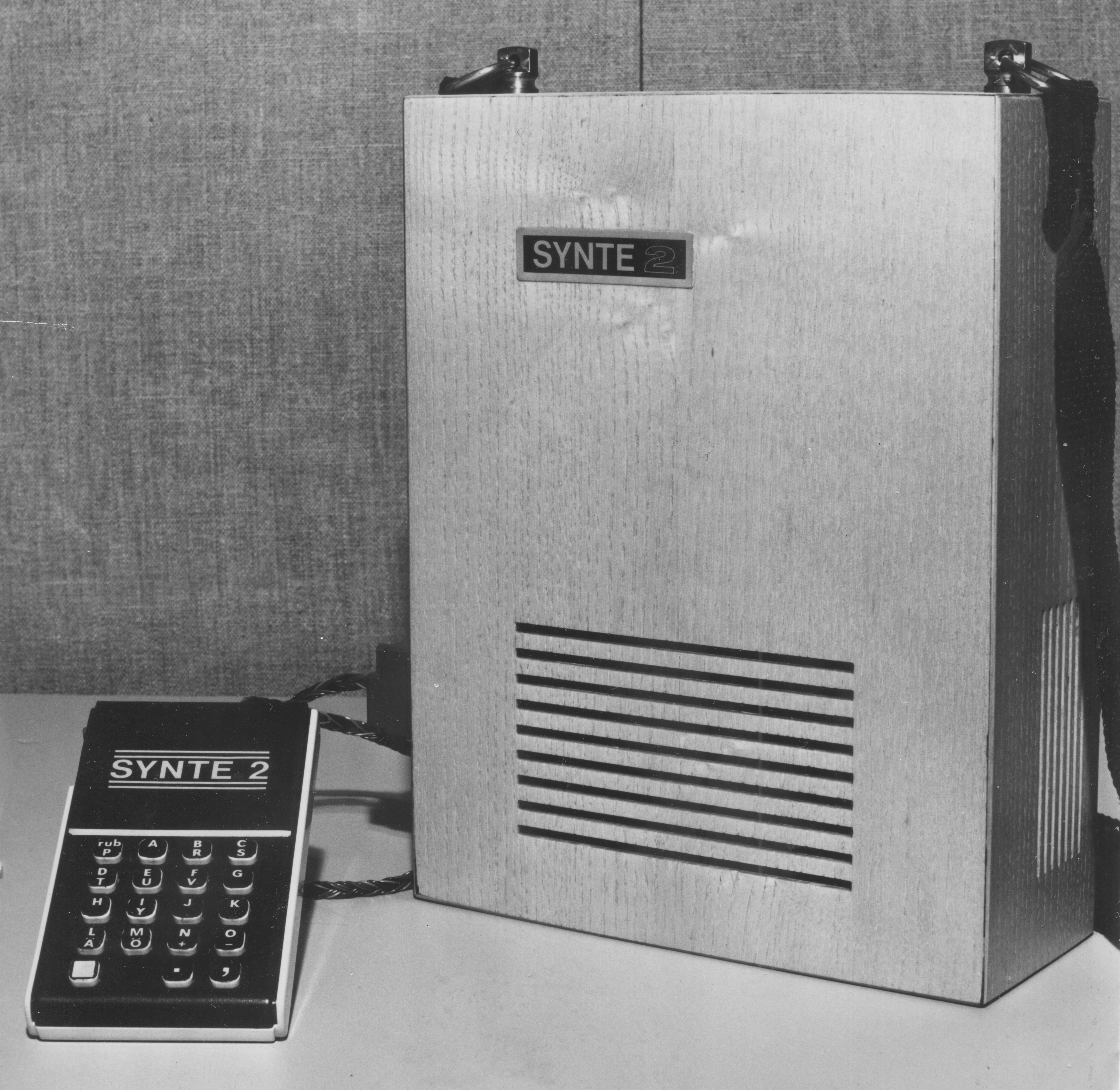
Synte 2 for speech impaired people (1979)